# Tejutepeque
Tejutepeque est une municipalité du département de Cabañas au Salvador.